# 崔季舒
崔 季舒（さい きじょ、生年不詳 - 573年）は、東魏から北斉にかけての官僚・文人・医師。字は叔正。本貫は博陵郡安平県。

## 経歴
崔瑜之の子として生まれた。若くして父を失ったが、頭脳明敏で経書や史書を渉猟し、文才に長じて、当世の才を備えていた。17歳で州主簿となり、趙郡公高琛に器量を重んじられて、高歓に紹介された。高歓に気に入られて、大行台都官郎中に任じられた。
高澄が東魏の朝政を輔弼するようになると、季舒は大将軍中兵参軍となり、高澄に重用された。中書黄門侍郎に抜擢され、高澄の命を受けて孝静帝の側近につき、その動静を監視した。高澄が孝静帝に酒杯を勧めたとき、孝静帝が不機嫌に「古代から滅亡しなかった国はない。朕を生かして何に用いようというのか」と言ったことから、高澄は激怒して「朕、朕、狗脚の朕め」と吐き捨てて、季舒に命じて孝静帝を3回拳で殴打させた。翌日、高澄が季舒に孝静帝を見舞わせ、孝静帝も前日の発言を謝罪した。孝静帝は季舒に絹を賜ろうとしたが、季舒は受け取らなかった。高澄が中書監となって以降、門下の事務も中書に移っており、さらに季舒が音楽を得意としていたことから、宮中の技芸についても中書で管轄するようになって、中書の権限は著しく強化された。高澄が孝静帝に文書を出す際には、煩雑な修辞を季舒が補っていた。孝静帝が晋陽の霸府に返書するときも、いつも季舒に相談しており、「崔中書は我が乳母なり」と冗談めかしていた。季舒は黄門侍郎に転じ、主衣都統を兼ねた。東魏の宮中に身を置いても、内心は高氏の霸府に帰しており、双方の密謀にいずれも参与できる立場にあって、その権勢は崔暹をしのぐものがあった。
当時の勲貴には不法の行為が多く、高澄は季舒や崔暹らに取り締まらせたため、勲貴らに強く憎まれていた。高澄が殺害され、高洋が晋陽に向かうと、黄門郎の陽休之は季舒に同行を勧めたが、季舒は「一日朝せずば、其の間に刀を容れん」と言って、鄴を離れなかった。司馬子如がかつての恨みから陳山提らとともに季舒の罪状を列挙して告発し、このため季舒は崔暹とともに鞭罰200回を受け、北辺に流された。
天保元年（550年）に北斉が建国されると、文宣帝（高洋）は季舒の無罪を知り、季舒はさかのぼって将作大匠とされ、侍中に任じられた。まもなく尚書左僕射・儀同三司を兼ねた。乾明元年（560年）、楊愔が文宣帝の遺旨と称して、季舒の僕射の任を停止した。ときに母が死去したため、季舒は任を解かれて喪に服した。喪が明けると、光禄勲として復帰し、中兵尚書を兼ねた。斉州刺史として出向し、淮水を経由した南朝陳との交易に便宜を図って、収賄の罪で御史に弾劾されたが、赦に遭って不問に付された。
季舒は医術を好み、かつての流刑先でも研鑽を重ねて、名手とされるほどの腕前であった。官位が高くなっても、労を惜しまず、貧者のための治療もおこなった。武成帝が長広王であったとき、病にかかったため、文宣帝が季舒を派遣して診療させ、その恢復を助けたこともあった。
大寧元年（561年）、季舒は武成帝に召還されて、度支尚書・開府儀同三司に任じられた。昭陽殿の造営を監督したが、胡長仁に失敗を密告されて、西兗州刺史に左遷された。吏部において典籤に進められたが、責めを受けて免官された。さらに広寧王宅を訪れたために、馬鞭数十を受けた。天統5年（569年）に武成帝が死去したとき、葬儀に参列することができなかった。長らくを経て、膠州刺史として起用され、侍中・開府に転じ、新安郡と河陰郡を食邑とした。左光禄大夫の位を加えられ、待詔文林館となり、『御覧』の編纂を監修した。特進・監国史の任を加えられた。
祖珽が政務を委任されると、季舒は宮中の器物造作を総監した。武平4年（573年）、祖珽が北徐州に左遷されると、韓鳳は祖珽の党与の一掃を企図した。ときに南朝陳の呉明徹の率いる軍が寿春を包囲していたが、後主が晋陽に移ろうとしたため、季舒と張彫虎は南の敵を避けて并州に逃げたように見えるのはよろしくないと後主を諫めた。この機を捉えて韓鳳は漢人の文官たちが反対党を結んでいるとして、誅戮を加えるよう上奏した。後主は諸官を含章殿に集め、季舒と張彫虎・劉逖・封孝琰・裴沢・郭遵らを殿庭で斬り殺させた。韓鳳は人に命じてかれらの遺体を漳水に投げ捨てさせた。季舒の資産は没収され、家族は北辺に移され、妻女は奚族の官に再嫁させられた。北斉が北周に滅ぼされると、武帝により季舒の名誉は回復され、開府儀同大将軍・定州刺史の位を追贈された。

## 子女
- 崔長君（庶子。尚書右外兵郎中。父が殺害されると、北辺に流刑となった。574年に南安王高思好の反乱に参加して晋陽に向かったが、敗れて殺害された）[19][20][21]
- 崔鏡玄（著作佐郎。父が殺害されると、北辺に流された。南安王高思好の乱に参加して、敗れて殺害された）[19][20][21]

## 伝記資料
- 『北斉書』巻39 列伝第31
- 『魏書』巻57 列伝第45
- 『北史』巻32 列伝第20